# Six Mile tó (Alaszka)
A Six Mile tó (Six Mile Lake) Alaszka déli részén található kis tó. Hasonló néven még három tó található Észak-Amerikában (Michigan, Ontario és Új-Skócia területén).
A tó két nagyobb tó, a Clark-tó és az Iliamna-tó között fekszik és ezekkel összeköttetésben áll a Newhalen-folyón keresztül.
A tó 5 km hosszú és 1 km széles.
A legközelebbi település Nondalton kisváros, mely a tó nyugati partjainál fekszik.

## Fordítás
Ez a szócikk részben vagy egészben  a   Six Mile Lake (Alaska) című angol Wikipédia-szócikk ezen változatának fordításán alapul.  Az eredeti cikk szerkesztőit annak laptörténete sorolja fel. Ez a jelzés csupán a megfogalmazás eredetét és a szerzői jogokat jelzi, nem szolgál a cikkben szereplő információk forrásmegjelöléseként.